# Stazione di Palermo Roccella
La stazione di Palermo Roccella è una fermata ferroviaria posta sul tronco comune alle linee Palermo-Agrigento, Palermo-Catania e Messina-Palermo. Sita nel territorio comunale di Palermo, serve l'area commerciale Forum Palermo e la zona di Roccella-Acqua dei Corsari.

## Storia
La fermata di Palermo Roccella venne attivata il 21 dicembre 2014.
A circa 1,5 km di distanza, in direzione Ficarazzi, è visibile il vecchio fabbricato viaggiatori dell'antica stazione di Favara di Villabate, soppressa nel 1966.